# Nyandomsky (huyện)
Huyện Nyandomsky (tiếng Nga: ? райо́н) là một huyện hành chính tự quản (raion), của Tỉnh Arkhangelsk, Nga. Huyện có diện tích 8094 km², dân số thời điểm ngày 1 tháng 1 năm 2000 là 39800 người. Trung tâm của huyện đóng ở Nyandoma.